# مطار رشت الدولي
مطار رشت الدولي (بالفارسية: فرودگاه بين‌المللي سردار جنگل رشت) (إياتا: RAS) (ايكاو: OIGG) مطار إيراني يقع في رشت ويخدم غيلان، يعد مطار رشت أهم مطارات الشمال الإيراني.

## خطوط وشركات الطيران
| شركـات طيـران  | الوجهات                                      |
| -------------- | -------------------------------------------- |
| آسمان للطيران  | طهران، بندر عباس، شيراز، عسلوية، اهواز، مشهد |
| إيران للطيران  | طهران، اهواز، أصفهان                         |
| ماهان للطيران  | مشهد، عسلوية، جدة، المدينة المنورة           |
| نفت للطيران    | بغداد،طهران                                  |
| ایرتور للطيران | مشهد                                         |

1. ↑   https://store.aci.aero/wp-content/uploads/2018/05/2014_Traffic_Report_sample.xlsx. {{استشهاد ويب}}: |url= بحاجة لعنوان (مساعدة) والوسيط |title= غير موجود أو فارغ (من ويكي بيانات) (مساعدة)
2. ↑  الموقع الرسمي مطار رشت الدولي نسخة محفوظة 16 ديسمبر 2013 على موقع واي باك مشين.